# Josef Morch
Josef Morch (29. prosince 1916 Kačerov – 5. června 1991 Anglie) byl český pilot 310. československé stíhací perutě.

## Život

### Před druhou světovou válkou
Josef Morch se narodil 29. prosince 1916 na samotě Kačerov nacházející se na katastru Červené Třemešné na Hořicku v rodině tkalcovského dělníka. Jeho a tři další sourozence nebyli rodiče s to uživit a tak na začátku dvacátých let žil v hořickém sirotčinci. Byl členem Sokola. V první polovině třicátých let se živil jako obchodní příručí, zabýval se trampingem, byl členem trampské osady Manitoba. V roce 1936 se zúčastnil akce 1000 nových pilotů republice a stal se armádním letcem. Sloužil u Leteckého pluku 2 v Olomouci.

### Druhá světová válka
Po německé okupaci v březnu 1939 a rozpuštění Československé armády pracoval Josef Morch jako dělník v Linci. Koncem srpna 1939 opustil společně s dalšími ilegálně Protektorát Čechy a Morava a přešel do Polska, kde se přihlásil do zde vznikající československé zahraniční jednotky. Po pádu Polska v září 1939 se dostal do sovětské internace, kde pobyl do 21. února 1941. Jemu a dalším byl povolen odjezd do Spojeného království, kam odcestoval přes Střední východ a kolem Afriky a kde byl přijat do Royal Air Force. Po přeškolení na britskou leteckou techniku byl zařazen k 310. československé stíhací peruti, kde mezi 28. říjnem 1943 a 6. červencem 1944 absolvoval první operační turnus. Poté byl přeřazen k československému leteckému depu a prošel kurzem leteckého kontrolora. V létě 1945 se vrátil do Československa.

### Po druhé světové válce
Po návratu do vlasti byl Josef Morch povýšen do hodnosti poručíka a působil jako vojenský letecký operátor a dispečer. Po komunistickém převratu odešel v roce 1948 opět do exilu, načež byl degradován a byla mu odebrána československá vyznamenání. Do vlasti se znovu podíval v roce 1965, kdy bylo na jeho počest uspořádáno trampské setkání, další návštěva mu již povolena nebyla. Zemřel v Anglii 5. června 1991 na opakovaný infarkt. Na základě žádosti jeho trampských přátel a bývalých vězňů koncentračního tábora Sachsenhausen JUDr. Vladislava Brože a Ing. Karla Krátkého byl v roce 1992 rehabilitován.

## Ocenění

### Vyznamenání
- Československý válečný kříž 1939
- Československá medaile Za chrabrost před nepřítelem
- Československá medaile za zásluhy I. stupně
- Pamětní medaile československé armády v zahraničí
- Hvězda 1939–1945
- Evropská hvězda leteckých posádek
- Britská medaile Za obranu
- Válečná medaile 1939–1945

### Posmrtná ocenění
- Josef Morch byl v roce 1992 in memoriam povýšen do hodnosti plukovníka
- F/Sgt Josef Morch je připomenut na pomníku československým letcům v Praze na Klárově.[3]